# Léa Blain
Léa Élise Regina Blain, née le 22 février 1923 à  Têche et morte le 1er août 1944 à Villard-de-Lans, est une résistante française.

## Biographie

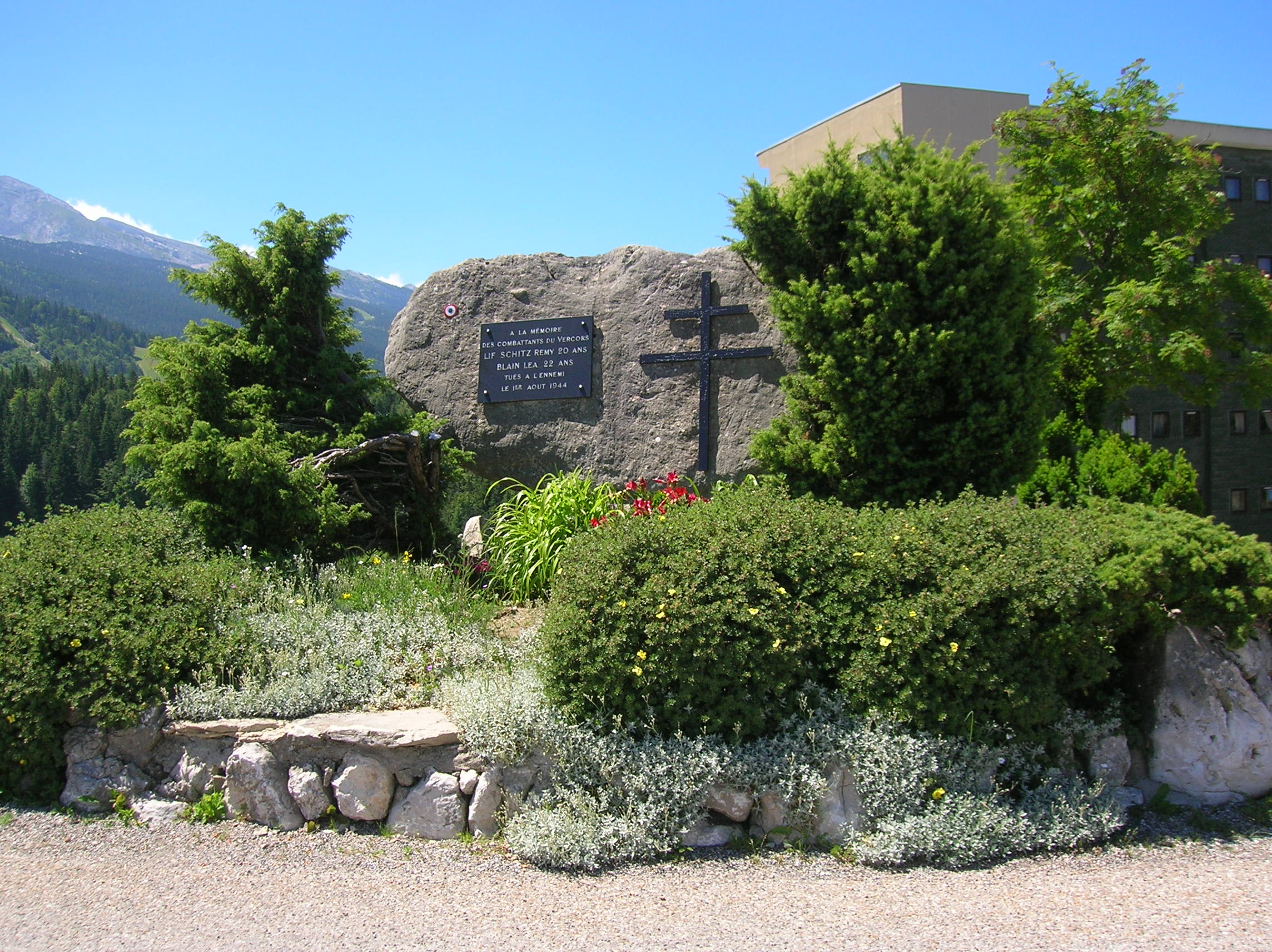
Monument à la mémoire de Léa Blain et Rémi Lifschitz à Villard-de-Lans, au lieu-dit Les Glovettes.

### Famille
Née à Têche, Léa Blain est une fille d'ouvriers, elle travaille à l'usine Morel de La Sône et au bureau de poste de Chatte. Elle s'implique dans la vie de sa paroisse et devient animatrice des « Âmes Vaillantes », un groupe catholique.

### Seconde Guerre mondiale
Lors de l'exode de 1940, Léa Blain participe à l'accueil des réfugiés.
Elle rallie la résistance dès 1942 et devient Louise Bouvard. Elle s'occupe alors des liaisons et du camouflage des réfractaires au S.T.O..
Chiffreuse/codeuse de l'équipe radio de la mission Eucalyptus, elle rejoint la Compagnie Goderville dans le Vercors à la Grotte des fées le 19 juillet 1944. Tentant d'atteindre Villard-de-Lans avec plusieurs compagnons, le groupe tombe sur une vingtaine de soldats nazis qui font aussitôt feu. Léa Blain est tuée d'une balle dans la tête à la Croix des Glovettes sur les hauteurs de Villard-de-Lans le 1er août 1944.
Elle est inhumée au cimetière de Chatte.

## Odonymie et hommages
Léa Blain est reconnue Morte pour la France,.
Plusieurs lieux portent le nom de cette résistante française :
- Une impasse parisienne située dans le 16e arrondissement de Paris : l'impasse Léa-Blain.
- Une rue d'Échirolles, commune située dans la banlieue grenobloise[6], ainsi qu'une rue de Nimes, préfecture du Gard.
- Une école de Chatte, où une plaque commémorative est apposée sur sa maison natale au no 21 de la grande rue, porte son nom.
- L'école élémentaire de Lans-en-Vercors porte son nom, à la suite d'un choix des enfants de l'école effectuée lors de la rentrée 2019, choix validé par le conseil municipal[7].
- Une crèche publique dite multi-accueil porte son nom à Fontaine, commune située près de Grenoble[8].
- Le monument dressé sur le territoire de Villard-de-Lans, près du hameau des Glovettes.

Une exposition sur sa vie, Léa Blain et les femmes de la résistance a été organisée du 7 au 9 juin 2013 à Chatte par l'association Esprit de la Résistance en Rhône Alpes.

## Distinctions
À titre posthume : 
- Médaille de la Résistance française par décret du 19 décembre 1997[2],[10].
- Croix de guerre 1939–1945[2].